# Gus Van Sant
Gus Green Van Sant, Jr., född 24 juli 1952 i Louisville, Kentucky, är en amerikansk regissör, manusförfattare och filmproducent, verksam sedan tidigt 1980-tal. 
Van Sant har bland mycket annat regisserat filmerna Will Hunting, Elephant och Drugstore Cowboy. Han har Oscarnominerats för Bästa regi två gånger, 1998 för Will Hunting och 2009 för Milk. Han vann Guldpalmen 2003 för  Elephant och har nominerats ytterligare två gånger och dessutom nominerats till Guldbjörnen tre gånger och Guldlejonet en gång.

## Filmografi (i urval)

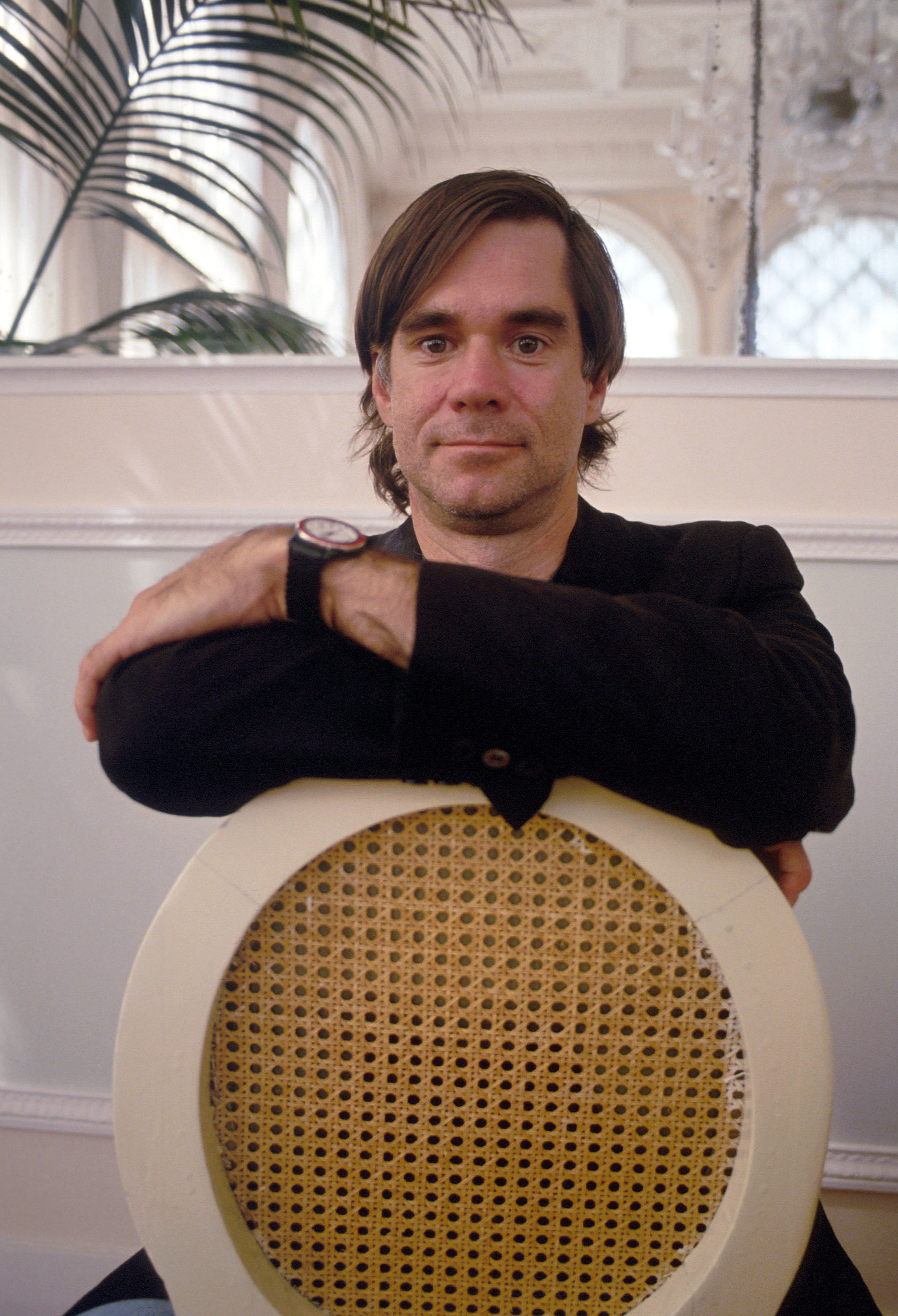
Gus Van Sant 1993.

### Som regissör
- 1985 – Mala Noche
- 1989 – Drugstore Cowboy
- 1991 – På drift mot Idaho
- 1993 – Even Cowgirls Get the Blues
- 1995 – Till varje pris
- 1997 – Will Hunting
- 1998 – Psycho
- 2000 – Vem är Forrester?
- 2003 – Elephant
- 2005 – Last Days
- 2006 – Paris, je t'aime (segmentet Le Marais)
- 2007 – Paranoid Park
- 2008 – Milk
- 2011 – Restless
- 2012 – Promised Land
- 2025 – Dead Man's Wire

### Som manusförfattare
- 1985 – Mala Noche
- 1989 – Drugstore Cowboy
- 1991 – På drift mot Idaho
- 1993 – Even Cowgirls Get the Blues
- 2003 – Elephant
- 2005 – Last Days
- 2006 – Paris, je t'aime (segmentet Le Marais)
- 2007 – Paranoid Park

### Som producent
- 1985 – Mala Noche
- 1993 – Even Cowgirls Get the Blues (exekutiv producent)
- 1998 – Psycho
- 2011 – Restless
- 2012 – Promised Land (exekutiv producent)

### Som skådespelare
- 2000 – Vem är Forrester?
- 2005 – Last Days (röst)
- 2008 – Entourage, avsnitt Return to Queens Blvd (gästroll i TV-serie)
- 2011 – Portlandia, avsnitt Blunderbuss (gäst i TV-serie)